# Cryptotriton veraepacis
Cryptotriton veraepacis е вид земноводно от семейство Plethodontidae. Видът е критично застрашен от изчезване.

## Разпространение
Разпространен е в Гватемала.